# Obaga de Fonguera
L'Obaga de Fonguera és una obaga i una partida rural del terme municipal d'Abella de la Conca, a la comarca del Pallars Jussà.
És a l'esquerra del barranc de Fonguera, a la part sud-occidental del paratge de Fonguera, al sud-est de la vila d'Abella de la Conca. És just al costat nord del límit del terme municipal d'Abella de la Conca amb el d'Isona i Conca Dellà, a l'antic terme d'Isona.
Al nord-est de l'Obaga de Fonguera, a l'altre costat de la vall del barranc de Fonguera, hi ha la Solana de Planers i la Solana dels Botants.
Travessa aquesta obaga i partida la carretera L-511, entre els punts quilomètrics 9 i 12.

## Etimologia
Segons Joan Coromines “Fonguera” és un topònim procedent del llatí fungus, bolet. És, per tant, l'obaga del lloc de bolets.

## Partida ruralObaga de Fonguera
En el registre oficial del Cadastre, l'Obaga de Fonguera, escrita Aubaga Fonguera, constitueix una partida rural, les parcel·les 1, 2, 3, 4, 5 i 7 del polígon 3 d'Abella de la Conca, apareix escrita com a Aubaga Fonguera. Consta de 160,1649 hectàrees constituïda majoritàriament per pinedes aptes per a fusta i zones de matoll.
Aquesta partida rural inclou, a més de l'Obaga de Fonguera, el paratge denominat Obagues Altes.